# Müfide Kadri
Müfide Kadri Hanım (Estambul, Imperio Otomano, 1889, 1890? - 1912) fue una pintora y compositora turca, una de las primeras mujeres artistas destacadas en Turquía y la primera mujer profesora de arte en el Imperio otomano. Creó mayoritariamente retratos y escenas.

## Biografía
Kadri Hanim perdió a su madre mientras todavía era bebé y fue adoptada por Kadri Bey, un pariente suyo y su esposa. Fue educada enteramente en casa por tutores privados, quienes descubrieron su talento artístico. 
Inició su educación formal en pintura a los diez años tomando lecciones de Osman Hamdi Bey. Después, tomó clases de dibujo y acuarela con Salvatore Valeri (1856-1946), un profesor italiano en "Sanayi-i Nefise Mektebi", la Escuela de Bellas Artes, ahora parte de la Universidad de Bellas Artes de Mimar Sinan. Además aprendió a tocar el piano, el violín, e instrumentos tradicionales como el oud y el kemenche.
A sugerencia de Hamdi Bey, envió algunas pinturas a una exposición en Múnich, donde fueron premiadas con una medalla de oro. Poco después, se convirtió en profesora de música en la Preparatoria Femenina de Estambul y más tarde fue asignada para enseñar arte y bordado. También fue profesora de la hija del 34° sultán Abdul Hamid II en el Palacio del Sultán Adil. Durante este periodo, Kadri musicalizó diversos poemas, los cuales eran publicados en algunas revistas culturales.
Poco después de exponer tres de sus trabajos en una exposición de renombre patrocinada por la Sociedad de Ópera de Estambul en 1911, fue diagnosticada con tuberculosis, y al no tener el tratamiento adecuado falleció el año siguiente. Después de su muerte, cuarenta de sus pinturas fueron vendidas para beneficiar a la Sociedad de Pintores Otomanos. Fue tanto el dolor de su padre adoptivo, Kadri Bey, que este se quedó a vivir en La Meca luego de hacer la peregrinación Umrah. Vivió ahí hasta que fue forzado a abandonar el sitio sagrado cuando fue depuesto el poder otomano.
Fue enterrada en el Cementerio de Karacaahmet. Su tumba tiene una inscripción del afamado calígrafo İsmail Hakkı Altınbezer. Su vida inspiró la novela Son Eseri (La última obra) por Halide Edib, publicada seriadamente en el diario Tanin.